# Dynamische Paketierung
Die dynamische Paketierung ist ein Begriff aus der Touristikbranche und beschreibt den Prozess, in dem Pauschalreisen aus einzelnen Bausteinen zusammengesetzt werden. Anders als bei klassischen Veranstaltern, bei denen die gesamten Pauschalreisen im Voraus erstellt werden, passiert dies bei der dynamischen Paketierung erst im Moment der Buchung. Reiseveranstalter, die dynamische Paketierung einsetzen, werden innerhalb der Branche als x-Veranstalter bezeichnet.